# 萨蒂鲁迪亚斯
萨蒂鲁迪亚斯是巴西巴伊亚州的一个市镇。总面积974.549平方公里，总人口19856人，人口密度20.4人/平方公里。